# Spørg bare Alice
"Spørg bare Alice" (originaltitel Go Ask Alice) er en roman fra  1973 om en teenagepige, der bliver afhængig af narkotika som 15-årig og som forlader hjemmet for at begynde en selvdestruktiv tilværelse. Roman er udgivet i form af en dagbog skrevet af en anonym pige, og blev ved sin udgivelse præsenteret som en "rigtig" dagbog skrevet af en virkelig person. I slutningen af 1970'erne opstod imidlertid tvivl om bogens autenticitet, og bogen anses i dag som fiktion skrevet af Beatrice Sparks, en terapeut og forfatter, der siden har skrevet adskillige bøger i dagbogsform med fiktive teenagere som forfattere til dagbøgerne. Nogle kilder har også angivet Linda Glovach som medforfatter til bogen.
Bogen blev skrevet til et ungt publikum og Spørg bare Alice blev en international bestseller. Den blev oprindeligt rost for at give et væsentligt bidrag til forståelsen af farerned ved stofmisbrug, men er senere blevet kritiseret for at være dårligt skrevet anti-stoffer propaganda og som en litterær hoax. Ikke desto mindre er bogen fortsat populær og pr. 2014 optrykkes bogen fortsat jævnligt 40 år efter sin første udgivelse. 

## Titel
Bogens titel er taget fra en strofe i sangen "White Rabbit" skrevet af Grace Slick og fremført af Jefferson Airplane ("go ask Alice/when she's ten feet tall"); I sangen White Rabbit trækkes flere referencer til Lewis Carrolls roman fra 1865 Alice i eventyrland, hvor hovedpersonen Alice spiser og drikker forskellige ting, der gør hende større og mindre. Grace Slicks tekst anvender Carrolls roman som et metafor for brugen af stoffer, og "dagbogens" titel Go Ask Alice kan opfattes som en kommentar til, hvad virkelighedens Alice kunne fortælle om konsekvenserne af brug af stoffer.